# Flying Corps
Flying Corps est un jeu vidéo de simulation de vol de combat développé par Rowan Software (en) et édité par Empire Interactive, sorti en 1996 sur DOS et Windows. Il se déroule pendant la Première Guerre mondiale.

## Accueil
- PC Team : 92 %[1]